# Joachim (père de Marie)
Pour les articles homonymes, voir Saint-Joachim et Joachim.
Joachim, /ʒɔaʃɛ̃/ ou /ʒɔakim/ (que « Dieu prépare » ou « accorde », « suscite », « met debout », en hébreu Yehowyaqiym) ou chez les Arabes et dans le Coran, Imrân عمران, est l'époux de sainte Anne et le père de la Vierge Marie, dans les traditions catholique et orthodoxe. Il est de ce fait le grand-père maternel de Jésus de Nazareth.

## Histoire et traditions religieuses
Les Évangiles canoniques du Nouveau Testament ne nomment pas les parents de la Vierge Marie, mais l'histoire de Joachim et d'Anne son épouse est relatée dans le Protévangile de Jacques et l’Évangile du Pseudo-Matthieu (non reconnus officiellement et considéré comme Apocryphes). Remontant à la tribu royale de Juda, descendant de la lignée du roi David et natif de Nazareth, Joachim est décrit comme un homme prospère, pieux et charitable. Il est d'abord pasteur de brebis à Nazareth, avant de s'occuper du cheptel de son père Barpanther (ou Barpathir pour les orthodoxes) qu’il fait garder par des bergers non loin de Jérusalem, tandis qu’il s’occupe de la décoration du Temple et offre de nombreux animaux en sacrifice. C'est là qu'il rencontre sa future épouse originaire de Bethléem, Anne, que son père Isachar ou Akar, lui accorde. Avec elle, ils  décident de partager leurs avoirs en trois parts, pour le culte, pour les pauvres et pour la vie domestique. 

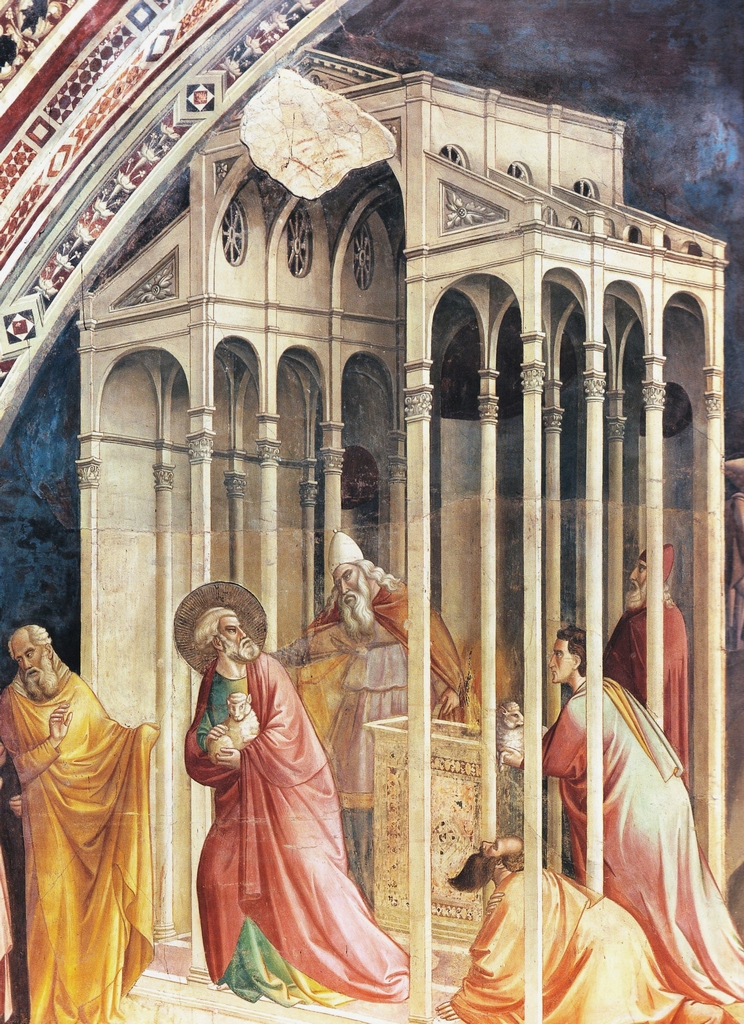
Joachim se voit refuser son offrande par le Grand-prêtre du Temple, fresque de Taddeo Gaddi, chapelle Baroncelli de la basilique Santa Croce de Florence, Italie.

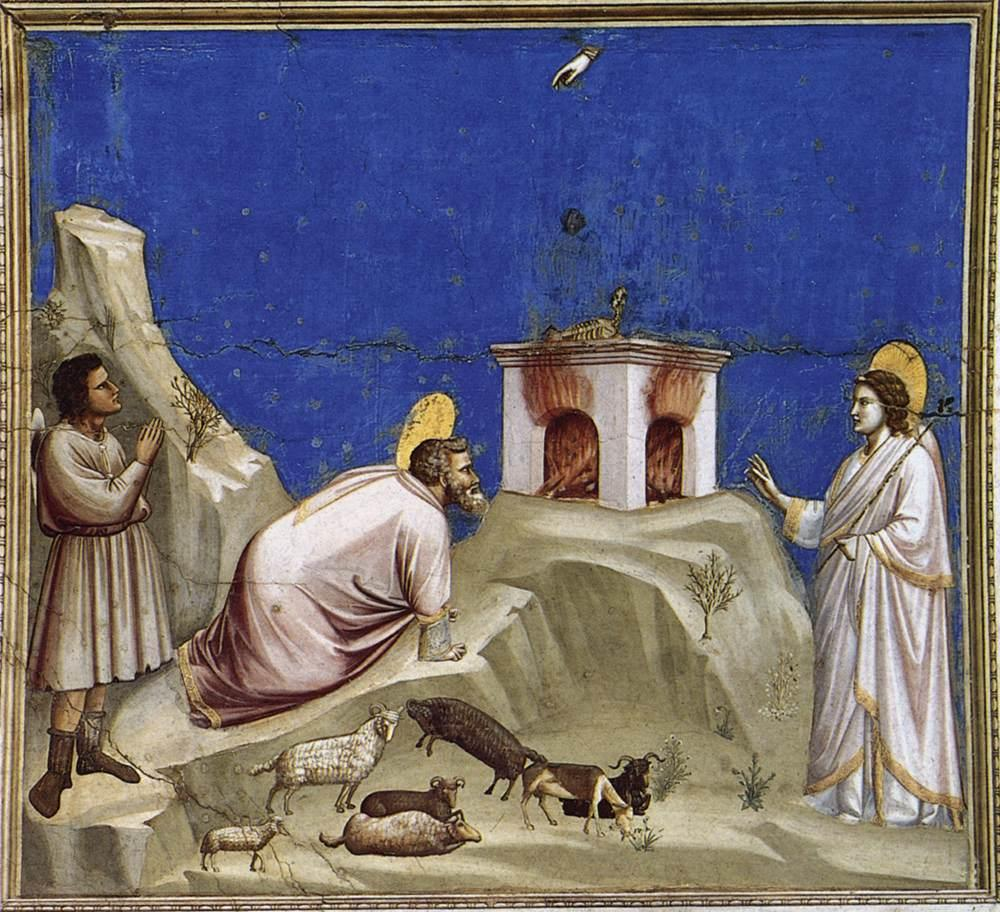
Giotto, Le Sacrifice de Joachim (1303-1306), chapelle des Scrovegni, Padoue, Italie.

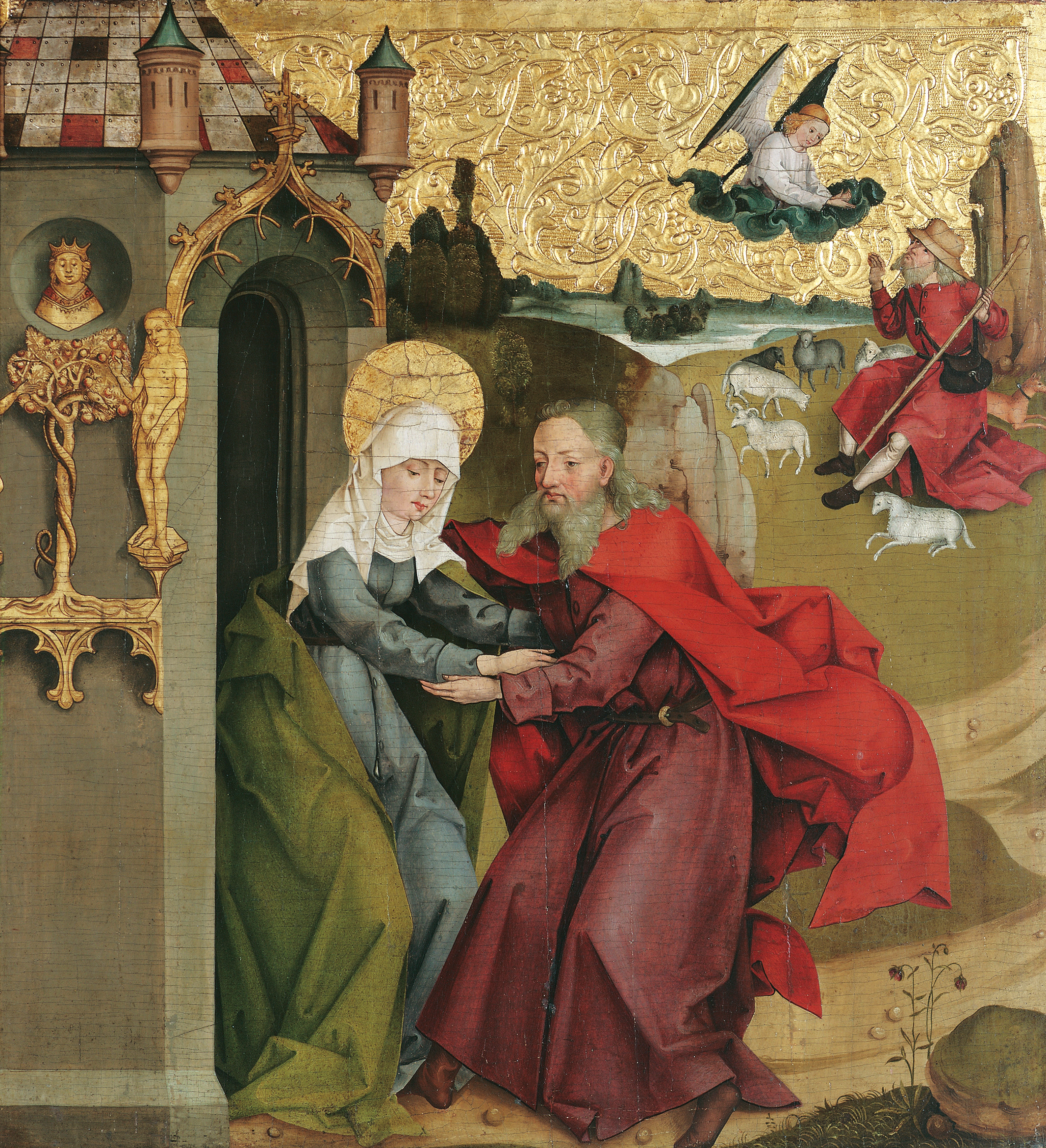
Rencontre de Joachim et Anne à la Porte dorée (v. 1493), du Maître de la Divisio Apostolorum, musée des palais du Belvédère, Vienne, Autriche.

Néanmoins, une ombre est au tableau car, depuis vingt ans, le couple est sans enfants et s'en désole ; le temps est compté avant l’échéance biologique. Cette année-là, lorsque Joachim se rend au Temple pour offrir son sacrifice à la fête religieuse du moment (celle de la Dédicace ou Hanoucca d’après La Légende dorée), le Grand-prêtre nommé Ruben refuse sa brebis soutenant que son infertilité est le signe qu'il est sous la malédiction de la Loi. Joachim, se sentant offensé et coupable, veut éviter les témoins de son opprobre qui pourraient colporter le fait ; il renonce à rentrer chez lui auprès de son épouse et décide de se retirer dans la vallée du Wadi Qelt du désert de Judée auprès de ses troupeaux pour prier et jeûner. Selon une tradition, son lieu de retraite se situerait près du futur monastère Saint-Georges de Choziba, car après que celui-ci fut dédié à la Mère de Dieu, il a été associé aux parents de la Vierge à la fin du viiie siècle. 
Là, au début de son temps d’ascèse, Joachim offre à Yahvé la brebis qu’il avait réservée pour le sacrifice au Temple, puis, fidèle à sa dévotion , il poursuit son temps de mise à l’épreuve et de privation. Et voilà qu’au bout de quarante jours, un ange lui apparaît dans un songe et lui confie qu’il a été entendu par Dieu et que bientôt il sera l’heureux père d’un enfant. De son côté, Anne, reçoit la même annonce. 
Alors, Joachim revient à Jérusalem et Anne s’apprête à le retrouver. Selon les traditions, il revient seul ou avec des animaux qu’il s’apprête à offrir, d’abord dix brebis pour le Seigneur, puis douze veaux pour les prêtres et les anciens, et enfin cent boucs pour le peuple. Quant au lieu des retrouvailles, il est situé soit devant leur demeure ou à la Porte dorée, l'une des portes de l’enceinte de la ville. C’est alors une étreinte (ou plus rarement un baiser) qui les réunit à nouveau, instant décisif célébré par de nombreux artistes dont Giotto. 
Neuf mois plus tard, le 8 septembre selon la tradition, naît Marie. Promise au service du Temple, ils l’y conduisent à l’âge de trois ans. Séparé de sa fille le couple poursuit plus d’une dizaine d’années une vie de dévotion et Joachim meurt, sans doute vers l’âge de quatre-vingts ans.

## Représentations
Les quelques récits relatifs à Joachim et Anne sont notamment inclus dans La Légende dorée de Jacques de Voragine. Ils sont fréquemment représentés dans l'art chrétien, même si le concile de Trente a fixé des limites à la représentation issue des évangiles apocryphes, notamment pour ne pas valoriser la trinité mariale (Anne, Marie et Jésus) aux dépens de l'unique Trinité céleste (Père, Fils et Saint-Esprit).  
L'attribut traditionnel de Joachim (peinture, statuaire, etc.) est une houlette de berger ou un bâton. Il est souvent associé à la foi et à la dévotion, nécessaires pour surmonter le sentiment de fatalité et obtenir spirituellement des bienfaits par la prière et l'offrande. Ce symbole préfigure le Christ :  
«  Le Seigneur est mon berger, je ne manquerai de rien.

Quand je marche dans la vallée de l'ombre de la mort,

je ne crains aucun mal, car tu es avec moi,

ta houlette et ton bâton me rassurent.

(Psaume 23,1-4) 
 »
Joachim est également souvent représenté avec un livre, la Torah (la Parole divine) et une paire de colombes (symbole de paix et de bénédiction).

## Culte et célébration
Saint Joachim est célébré, avec sainte Anne, le 26 juillet dans le rite romain et le 9 septembre en Orient,. Il n'est pas mentionné dans le calendrier romain tridentin de Pie V, qui en avait exclu sainte Anne, mais Grégoire XIII, en la restituant au Calendrier romain général, y ajoute aussi saint Joachim en 1584. D'abord fixée au 20 mars, entre la fête de saint Joseph et celle de l’Annonciation, elle est transférée en 1738 au dimanche après l'octave de l'Assomption de Marie et en 1913 au 16 août, soit le lendemain de cette fête mariale majeure. Fête double décidée par Grégoire XV, puis double-majeur par Clément XII ; Léon XIII, dont saint Joachim était le Patron, l’élève au rang de double de seconde classe, et elle
passe en 1960 à une fête de deuxième classe. Depuis la réforme du Calendrier romain en 1969la mémoire de Joachim est associée à celle d'Anne .

## Patronage
Saint Joachim est désigné comme le patron des grands-parents, plus particulièrement des grands-pères et des époux âgés. Il peut être invoqué pour favoriser la fécondité des hommes. 

## Journée mondiale des grands-parents et des personnes âgées
Début 2021, le pape François a annoncé que les grands-parents seront célébrés lors d’une Journée mondiale des grands-parents et des personnes âgées annuelle, fixée au quatrième dimanche de juillet, à proximité du 26 qui est la fête de sainte Anne et de saint Joachim.  

## Joachim dans leCoran
Le père de Marie est nommé Imran dans le Coran. Si les sources de la sourate 3 semblent être le protévangile de Jacques et les écrits-sources de l’évangile du Pseudo-Matthieu, la question du nom du père (‘Imran et non Joachim) interroge. Cette identification, non confirmée, pourrait provenir d’une « confusion scribale » du ou des auteurs coraniques. Ce nom rappelle celui d’Amram, père d’Aaron dans le texte biblique. Parfois présentée comme fortuite, cette identification pourrait être volontaire et refléter la stratégie de Luc de présenter l’évolution de la révélation chrétienne moins centrée sur la figure d’Israël.